# Miami Dolphins 1988
La stagione 1988 dei Miami Dolphins è stata la numero 23 della franchigia, la diciannovesima nella National Football League. La squadra fallì l'accesso ai playoff per il terzo anno consecutivo. La linea offensiva dei Dolphins stabilì il record NFL concedendo in tutta la stagione solamente 7 sack su Dan Marino.

## Formazione titolare
```
Attacco
```

- 13   Dan Marino       QB
- 27   Lorenzo Hampton  RB
- 34   Woody Bennett    FB
- 83   Mark Clayton     WR
- 85   Mark Duper     WR
- 80   Ferrell Edmunds  TE
- 79   Jon Giesler      LT
- 61   Roy Foster       LG
- 65   Jeff Dellenbach  C
- 62   Harry Galbreath  RG
- 72   Ronnie Lee       RT

```
Difesa
```

- 95  T.J. Turner      LDE
- 70  Brian Sochia     NT
- 98  Jackie Cline     RDE
- 99  Rick Graf       LB
- 51  Mark Brown       LB
- 56  John Offerdahl   LB
- 55  Hugh Green       LB
- 44  Paul Lankford   LCB
- 49  William Judson  RCB
- 29  Liffort Hobley  SS
- 26  Jarvis Willims  FS

```
Kicking team
```

- 7  Fuad Reveiz      K
- 4  Reggie Roby      P
- 81 Scott Schwedes   PR
- 20 Joe Cribbs       KR

## Calendario

### Stagione regolare
| Turno | Data       | Avversario             | Risultato | Pubblico |
| ----- | ---------- | ---------------------- | --------- | -------- |
| 1     | 4/9/1988   | @ Chicago Bears        | S 34–7    | 63.330   |
| 2     | 11/9/1988  | @ Buffalo Bills        | S 9–6     | 79.520   |
| 3     | 18/9/1988  | Green Bay Packers      | V 24–17   | 54.409   |
| 4     | 25/9/1988  | @ Indianapolis Colts   | S 15–13   | 59.638   |
| 5     | 2/10/1988  | Minnesota Vikings      | V 24–7    | 59.867   |
| 6     | 9/10/1988  | @ Los Angeles Raiders  | V 24–14   | 50.751   |
| 7     | 16/10/1988 | San Diego Chargers     | V 31–28   | 58.972   |
| 8     | 23/10/1988 | New York Jets          | S 44–30   | 68.292   |
| 9     | 30/10/1988 | @ Tampa Bay Buccaneers | V 17–14   | 67.352   |
| 10    | 6/11/1988  | @ New England Patriots | S 21–10   | 60.840   |
| 11    | 14/11/1988 | Buffalo Bills          | S 31–6    | 67.091   |
| 12    | 20/11/1988 | New England Patriots   | S 6–3     | 53.526   |
| 13    | 27/11/1988 | @ New York Jets        | S 38–34   | 52.752   |
| 14    | 4/12/1988  | Indianapolis Colts     | S 31–28   | 45.236   |
| 15    | 12/12/1988 | Cleveland Browns       | V 38–31   | 61.884   |
| 16    | 18/12/1988 | @ Pittsburgh Steelers  | S 40–24   | 36.051   |

## Classifiche
| AFC East             | AFC East | AFC East | AFC East | AFC East | AFC East | AFC East | AFC East | AFC East | AFC East |
|                      | V        | S        | P        | %        | DIV      | CONF     | PF       | PS       | Str.     |
| -------------------- | -------- | -------- | -------- | -------- | -------- | -------- | -------- | -------- | -------- |
| Buffalo Bills(2)     | 12       | 4        | 0        | .750     | 7–1      | 10–2     | 329      | 237      | S1       |
| Indianapolis Colts   | 9        | 7        | 0        | .563     | 5–3      | 7–5      | 354      | 315      | V1       |
| New England Patriots | 9        | 7        | 0        | .563     | 5–3      | 7–5      | 250      | 284      | S1       |
| New York Jets        | 8        | 7        | 1        | .531     | 3–5      | 6–7–1    | 372      | 354      | V2       |
| Miami Dolphins       | 6        | 10       | 0        | .375     | 0–8      | 3–9      | 319      | 380      | S1       |